# L'avvertimento
L'avvertimento (bra: Advertência) é um filme italiano, de 1980, dos gêneros suspense e policial, dirigido por Damiano Damiani, com roteiro de Nicola Badalucco, Arduino Maiuri, Massimo De Rita e do próprio diretor, e música de Riz Ortolani.[carece de fontes?]

## Sinopse
Na Itália, delegado e comissário de polícia investigam a morte de um colega, principal testemunha dum inquérito sobre fraudes envolvendo bancos europeus e o Vaticano.

## Elenco
- Giuliano Gemma ....... Commissario Antonio Baresi
- Martin Balsam .......  Martorana
- Laura Trotter ....... Silvia Lagana
- Giancarlo Zanetti ....... Brizzi
- Guido Leontini ....... Gianfranco Puma
- Franco Odoardi .......  Comissário Vincenzo Lagana
- Deddi Savagnone
- John Karlsen ....... Ferdinando Violante
- Julian Jenkins ....... Lopez
- Andrea Scazzola .......  Sandro La Grutta
- Marcello Mando
- Ennio Antonelli
- Geoffrey Copleston .......  Procurador Vesce
- Giordano Falzoni
- Giulia Fossà